# ハースト婦人画報社
ハースト婦人画報社（ハーストふじんがほうしゃ、英: Hearst Fujingaho Co., Ltd.）は、米国のメディア・コングロマリットであるハースト・コーポレーションの日本子会社にあたる日本の出版社。『婦人画報』を初めとする女性誌、ファッション雑誌の刊行で知られる。
1905年創業の婦人画報社をルーツとし、1999年以降アシェット婦人画報社としてアシェット・フィリパッキ・メディアの親会社ラガルデールSCAの傘下にあったが、ラガルデールがフランス国外雑誌事業をハースト・コーポレーションに売却したことにより、2011年7月1日商号が変更された。なお、ハースト・コーポレーションにとっては初の直轄日本法人である。

## 沿革
創業初期
1905年 - 近事画報社として月刊誌『婦人画報』を創刊。国木田独歩が編集長を務めた。この頃は「画報（グラビア、写真）」と「読物」の二部構成であった。
1906年 - 独歩社に改称。国木田独歩の死後、東京社が継承し、のち婦人画報社となった。
1950–60年代
1953年 - 『美しいキモノ』創刊。戦後、洋装が主流となっていく中で、一週間で完売する人気を見せた。
1955年 - 『婦人画報増刊 男の服飾』（のちの『MEN'S CLUB』）創刊。男性ファッション誌として「アイビールック」などを紹介した。
1965年 - アイビーの教則本と言われた『TAKE IVY』出版。なお人気が高く、1980年に復刻版が出版された。その他『男の服飾事典』シリーズなど、男性ファッションの教科書的な書籍も多く出版。
1980–90年代
1980年 - 富裕層の子女向けにゴージャスなライフスタイルを紹介する『25ans』創刊。
1989年 - タイム・アシェット・ジャパン（後のアシェット・フィリパッキ・ジャパン）が設立され、『エル・ジャポン』創刊。
1999年 - アシェット・フィリパッキ・ジャパンと婦人画報社が合併し、アシェット婦人画報社となる。
2000年代以降
かつて一時代を築いた雑誌が休/廃刊となった。2002-07年にかけて『MCシスター』『ヴァンテーヌ』『トランタン』、2009年に『Marie claire』が休/廃刊とされている。2004年に『ELLE girl』創刊。隔月発売されている。
2011年7月1日、株主変更に伴い商号をハースト婦人画報社に変更。その後、親会社のハースト・コーポレーションが世界各国で発売している『HARPER'S BAZAAR』の日本版を2013年に再刊。
2015年春、講談社と業務提携し、同年4月以降発売の雑誌はハースト婦人画報社発行・講談社発売となる。
2016年7月1日、デジタルメディア事業に特化した100%子会社、株式会社ハースト・デジタル・ジャパンを設立。

## 媒体

### 雑誌
計15誌を定期刊行している。女性向けファッション誌のほか、ウェディング・インテリア関連ムックに強いのが特徴。ムック本の表紙にはいずれも「FG MOOK」との表記がなされる。
現在発売中
- 婦人画報 - 日本最古の女性誌
  - 婦人画報の美しいキモノ
- 25ans（ヴァンサンカン）
  - 25ansウエディング
  - きもの25ans
  - Richesse（リシェス）
- モダンリビング
- MEN'S CLUB
- ELLE
  - ELLE mariage
  - ELLE DECOR
  - ELLE gourmet
- HARPER'S BAZAAR - 世界最古の女性ファッション誌
- Esquire The Big Black Book
- CR Fashion Book

休/廃刊
- MC sister - 2002年2月号まで。
- ヴァンテーヌ（Vingtaine） - 2007年12月号まで。
- トランタン（30ANS、旧：Lavie de 30ans） - 2006年3月号まで。
- MEN'S CLUB DORSO - 上記『MEN'S CLUB』の増刊号。のちに『Gentry』へとリニューアルしたが、こちらも2006年3月号（同年1月24日発売）をもって発売を終了した。
- マリ・クレール（Marie claire） - 2009年9月号（同年7月28日発売）まで。
- 芸大美大をめざす人へ - No.156（2015年5月7日発売）まで。
- ELLE girl - 2017年1月号（2016年11月22日発売）まで。

### ウェブ
- 25ans.jp/（25ans）
- 25ans.jp/wedding/（25ans Wedding）
- elle.com/jp/（ELLE Digital）
- ellegirl.jp/（ELLE girl）
- elle.com/jp/decor/（ELLE DECOR）
- elle.com/jp/gourmet/（ELLE gourmet）
- elle.com/jp/wedding/（ELLE mariage）
- harpersbazaar.com/jp/（Harper's BAZAAR）
- fujingaho.jp/（婦人画報デジタル）
- cosmopolitan.com/jp/（コスモポリタン）
- modernliving.jp/（モダンリビングデジタル）
- womenshealthmag.com/jp/（ウィメンズヘルス）
- esquire.com/jp（エスクァイア 日本版）
- hodinkee.jp/（ホディンキー 日本版）
- wesay.hearst.co.jp/（WeSAY）

※アシェット婦人画報社時代には「hfm.co.jp」「hfm.jp」を使用していたが、現在では広島エフエム放送（略称：HFM）が使用している。

### EC サイト
- 婦人画報のお取り寄せ https://fujingaho.ringbell.co.jp/shop/
- ELLE SHOP（エルショップ） https://elleshop.jp/web/contents/top/
- Women's Health SHOP（ウィメンズヘルス ショップ） https://shop.womenshealth-jp.com/